# فهرست فرودگاه‌های جمهوری آذربایجان

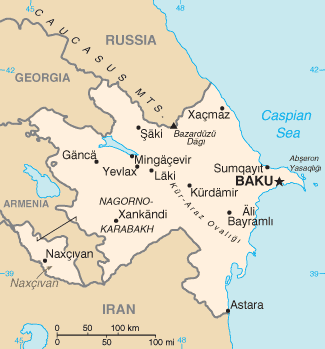
نقشهٔ جمهوری آذربایجان.

این فهرست شامل فهرست فرودگاه‌های جمهوری آذربایجان است که بر اساس مکان مرتب شده‌اند.

## فرودگاه‌ها
| شهر                                       | ایکائو | DAFIF | یاتا | نام فرودگاه                                              | مختصات                                                        |
| ----------------------------------------- | ------ | ----- | ---- | -------------------------------------------------------- | ------------------------------------------------------------- |
| فرودگاه‌های همگانی                         | ÿ      | ÿ     | ÿ    | ÿ                                                        | ÿ                                                             |
| Aghstafa                                  | UBBA   | UB17  |      | Akstafa Airport                                          | ۴۱°۰۷′۲۴″ شمالی ۴۵°۲۵′۱۷″ شرقی / ۴۱٫۱۲۳۳۳°شمالی ۴۵٫۴۲۱۳۹°شرقی |
| باکو                                      | UBBB   |       | GYD  | فرودگاه بین‌المللی حیدر علی‌اف                             | ۴۰°۲۸′۰۳″ شمالی ۵۰°۰۲′۴۸″ شرقی / ۴۰٫۴۶۷۵۰°شمالی ۵۰٫۰۴۶۶۷°شرقی |
| Balakan                                   | UB0G   | UB16  |      | فرودگاه بلوکانی                                          | ۴۱°۴۵′۱۲″ شمالی ۴۶°۲۱′۱۹″ شرقی / ۴۱٫۷۵۳۳۳°شمالی ۴۶٫۳۵۵۲۸°شرقی |
| قبله                                      | UBBQ   |       | GBB  | فرودگاه گابالا                                           | ۴۰°۴۹′۳۶″ شمالی ۴۷°۴۲′۴۵″ شرقی / ۴۰٫۸۲۶۶۷°شمالی ۴۷٫۷۱۲۵۰°شرقی |
| گنجه                                      | UBBG   |       | KVD  | فرودگاه بین‌المللی گنجه                                   | ۴۰°۴۴′۱۵″ شمالی ۴۶°۱۹′۰۳″ شرقی / ۴۰٫۷۳۷۵۰°شمالی ۴۶٫۳۱۷۵۰°شرقی |
| لنکران                                    | UBBL   |       | LLK  | فرودگاه بین‌المللی لنکران                                 | ۳۸°۴۴′۴۷″ شمالی ۴۸°۴۹′۰۴″ شرقی / ۳۸٫۷۴۶۳۹°شمالی ۴۸٫۸۱۷۷۸°شرقی |
| جمهوری خودمختار نخجوان                    | UBBN   | UB15  | NAJ  | فرودگاه نخجوان (همگانی/نظامی)                            | ۳۹°۱۱′۱۹″ شمالی ۴۵°۲۷′۳۰″ شرقی / ۳۹٫۱۸۸۶۱°شمالی ۴۵٫۴۵۸۳۳°شرقی |
| یولاخ                                     | UBEE   |       | YLV  | Yevlakh Airport                                          | ۴۰°۳۷′۵۷″ شمالی ۴۷°۰۸′۲۸″ شرقی / ۴۰٫۶۳۲۵۰°شمالی ۴۷٫۱۴۱۱۱°شرقی |
| زاقاتالا                                  | UBBY   |       | ZTU  | فرودگاه بین‌المللی زاکاتلا                                | ۴۱°۳۳′۴۴″ شمالی ۴۶°۴۰′۰۲″ شرقی / ۴۱٫۵۶۲۲۲°شمالی ۴۶٫۶۶۷۲۲°شرقی |
| فرودگاه‌های نظامی                          | ÿ      | ÿ     | ÿ    | ÿ                                                        | ÿ                                                             |
| باکو                                      |        |       |      | پایگاه هوایی باکو کالا                                   | ۴۰°۲۴′۲۳″ شمالی ۵۰°۱۲′۰۰″ شرقی / ۴۰٫۴۰۶۳۹°شمالی ۵۰٫۲۰۰۰۰°شرقی |
| Dollyar                                   |        | UB11  |      | پایگاه هوایی دولیار                                      | ۴۰°۵۳′۱۵″ شمالی ۴۵°۵۷′۲۵″ شرقی / ۴۰٫۸۸۷۵۰°شمالی ۴۵٫۹۵۶۹۴°شرقی |
| Kyurdamir                                 |        | UB14  |      | پایگاه هوایی کیوردامیر                                   | ۴۰°۱۶′۲۴″ شمالی ۴۸°۰۹′۴۸″ شرقی / ۴۰٫۲۷۳۳۳°شمالی ۴۸٫۱۶۳۳۳°شرقی |
| حاجی زین‌العابدین / سومقاییت               |        | UB12  |      | پایگاه هوایی ناسوسنایا                                   | ۴۰°۳۵′۲۹″ شمالی ۴۹°۳۳′۲۶″ شرقی / ۴۰٫۵۹۱۳۹°شمالی ۴۹٫۵۵۷۲۲°شرقی |
| خان‌کندی (تحت کنترل دوفاکتو جمهوری قره‌باغ) |        | UB13  |      | فرودگاه استپاناکرت (بسته‌شده توسط بین‌المللی اندیس پروازs) | ۳۹°۵۴′۰۵″ شمالی ۴۶°۴۷′۱۳″ شرقی / ۳۹٫۹۰۱۳۹°شمالی ۴۶٫۷۸۶۹۴°شرقی |